# Listă de distribuții GNU/Linux cu contribuții românești
| GNU/Linux                           | Pagină web                                                           | Pagină wiki                                                            | Forum                                                                                             |
| ----------------------------------- | -------------------------------------------------------------------- | ---------------------------------------------------------------------- | ------------------------------------------------------------------------------------------------- |
| Distribuții active                  |                                                                      |                                                                        |                                                                                                   |
| AcademiX                            | Academix                                                             | academixproject.com/wiki                                               | academixproject.com/forums                                                                        |
| Arcada                              | arcadaproject.org[nefuncțională]                                     | arcadaproject.org/doc[nefuncțională] (necompletat)                     | arcadaproject.org/forum[nefuncțională] (inactiv)                                                  |
| Arch                                | archlinux.ro                                                         | wiki.archlinux.ro                                                      | bbs.archlinux.ro                                                                                  |
| Argent                              | rogentos.ro                                                          | wiki.argentlinux.io[nefuncțională]                                     | Nu                                                                                                |
| ArgOS                               | rogentos.ro                                                          | Nu                                                                     | Nu                                                                                                |
| Debian                              | debian.org.ro                                                        | Nu                                                                     | forum.debian.org.ro[nefuncțională]                                                                |
| Edu*Ro                              | eduro.gnulinux.ro                                                    | Nu                                                                     | Nu                                                                                                |
| Fedora                              | fedoraproject.ro Arhivat în 7 octombrie 2013, la Wayback Machine.    | Nu                                                                     | forum.fedoraproject.ro Arhivat în 19 august 2010, la Wayback Machine.                             |
| LinuxEDU                            | linuxpentrueducatie.ro Arhivat în 23 iunie 2016, la Wayback Machine. | Nu                                                                     | Nu                                                                                                |
| FET                                 | lalescu.ro/liviu/fet                                                 | Nu                                                                     | lalescu.ro/liviu/fet/forum                                                                        |
| Mint                                | linuxmint.ro Arhivat în 25 mai 2010, la Wayback Machine.             | Nu                                                                     | linuxmint.ro/forum Arhivat în 15 octombrie 2013, la Wayback Machine.                              |
| Kiwi                                | kiwilinux.org                                                        | Nu                                                                     | forum.ubuntu.ro Arhivat în 17 octombrie 2013, la Wayback Machine.                                 |
| Kogaion                             | rogentos.ro                                                          | Nu                                                                     | Nu                                                                                                |
| Mandriva                            | mandrivausers.ro                                                     | wiki.mandrivausers.ro/                                                 | mandrivausers.ro/forums                                                                           |
| NimbleX                             | nimblex.net                                                          | Nu                                                                     | forum.nimblex.net                                                                                 |
| OpenSUSE                            | suseromania.ro                                                       | Nu                                                                     | forum.suseromania.ro                                                                              |
| pearOS                              | https://pearos.xyz/                                                  | Nu                                                                     | Nu                                                                                                |
| Redcore Linux                       | redcorelinux.org                                                     | wiki.redcorelinux.org Arhivat în 28 ianuarie 2018, la Wayback Machine. | Nu                                                                                                |
| Rogentos                            | rogentos.ro                                                          | wiki.rogentos.ro Arhivat în 24 martie 2018, la Wayback Machine.        | Nu                                                                                                |
| SolusOS                             | Nu                                                                   | Nu                                                                     | solusos.forumgratuit.ro                                                                           |
| Stella                              | li.nux.ro/stella                                                     | Nu                                                                     | forums.nux.ro                                                                                     |
| Ubuntu                              | ubuntu.ro                                                            | wiki.ubuntu.com/RomanianTeam                                           | forum.ubuntu.ro Arhivat în 17 octombrie 2013, la Wayback Machine.                                 |
| Distribuții inactive sau întrerupte |                                                                      |                                                                        |                                                                                                   |
| Bluewhite Linux                     | bluewhite-linux.com Arhivat în 12 august 2020, la Wayback Machine.   | Nu                                                                     | official-forums-support-general-discussions.html Arhivat în 2 octombrie 2013, la Wayback Machine. |
| Darkstar Linux                      | Darkstarlinux.ro                                                     | Nu                                                                     | forum.darkstarlinux.ro                                                                            |
| Decebal Linux                       | decebal.org                                                          | Nu                                                                     | Nu                                                                                                |
| LinuxDefender Live!CD               | bitdefender.com                                                      | Nu                                                                     | Nu                                                                                                |
| Progex                              | open-progex.com Arhivat în 18 decembrie 2014, la Wayback Machine.    | Nu                                                                     | open-progex.com/forum Arhivat în 28 aprilie 2009, la Wayback Machine.                             |
| RoFreeSBIE                          | rofreesbie.org                                                       | Nu                                                                     | rofreesbie.org/forum.htm Arhivat în 26 mai 2011, la Wayback Machine.                              |
| ROSLIMS Live CD                     | umftgm.ro/roslims                                                    | Nu                                                                     | umftgm.ro/roslims/forum.html                                                                      |
| TFM                                 | tfm.ro                                                               | Nu                                                                     | Nu                                                                                                |